# Governo da Austrália
A Comunidade da Austrália é uma monarquia constitucional federal sob uma democracia parlamentar. O Commonwealth da Austrália foi formado em 1901 como resultado de um acordo entre as seis colônias britânicas auto-reguladas, que se tornaram seis estados. Os termos deste acordo estão consagrados na Constituição da Austrália, que foi elaborada em uma Convenção Constitucional e ratificada pelos povos das colônias em referendos. A estrutura do governo australiano pode ser examinada à luz de dois conceitos distintos, a saber, o federalismo e a separação dos poderes do governo em executivo, legislativo e judiciário. A separação de poderes está implícita na estrutura da Constituição, que divide os ramos do governo em capítulos separados.
A legislatura federal é bicameral (tem duas câmaras): a Câmara dos Deputados (câmara baixa) e o Senado (câmara alta). O monarca australiano, atual rei Charles III, é representado pelo Governador-geral. O Governo Australiano na sua capacidade executiva é formado pelo partido ou coligação com maioria na Câmara dos Representantes, sendo o primeiro-ministro o líder parlamentar que tem o apoio da maioria dos deputados na Câmara dos Representantes. O primeiro-ministro é formalmente nomeado para o cargo pelo governador-geral.
O governo está sediado na capital do país, Canberra, no Território da Capital Australiana. A sede de todos os dezesseis departamentos federais fica em Canberra, juntamente com o Parlamento e o Tribunal Superior. O ramo judiciário do governo, chefiado pelo Supremo Tribunal da Austrália, é independente do poder legislativo e executivo, e garante que o governo aja de acordo com a constituição e a lei. Como membro fundador da Commonwealth e ex-colônia britânica, a Constituição da Austrália é fortemente influenciado pelo sistema britânico de Westminster, bem como pela Constituição dos Estados Unidos.